# Porphyrinia concinnula
Porphyrinia concinnula är en fjärilsart som beskrevs av Herrich-Schäffer. Porphyrinia concinnula ingår i släktet Porphyrinia och familjen nattflyn. Inga underarter finns listade i Catalogue of Life.